# 倉野神社
倉野神社（くらのじんじゃ）は、岐阜県飛騨市神岡町西（旧・吉城郡袖川村大字西→吉城郡神岡町西）にある神社。

## 概要
創建時期は不詳。吉城郡西村（現・飛騨市神岡町西）は伏方村（現・飛騨市神岡町伏方）の一部と山田村（現・飛騨市神岡町山田）の一部が分離して一つになった村である。西村に新たに産土神社を創建するさい、天照皇大神を主神とし、伏方村の産土神の伊邪那岐命の分霊と山田村の産土神の須佐之男大神（津島神社）の分霊を合祀したという。
天正年間、江馬氏の家臣吉村斉右衛政元が西村に政元城を築城。政元により倉野神社に改称する。江馬氏の衰退とともに倉野神社は衰退したが、元禄五年（1692年）に再興する。
1952年（昭和27年）に岐阜県神社庁より銀幣社の指定を受ける。

## 主祭神
- 天照皇大神
- 伊邪那岐命
- 須佐之男大神